# Pico Mencorne
O Pico Mencorne é uma elevação de São Tomé e Príncipe, localizada a sensivelmente a Leste da ilha do Príncipe. Esta formação geológica eleva-se a 921 metros acima do nível do mar. Encontra-se nas proximidades do Morro Leste e da Praia de Cabinda.